# 소치 국제공항
소치 국제공항(영어: Sochi International Airport, 러시아어: Международный Аэропорт Сочи)은 러시아 크라스노다르 지방 아들레르에 있는 국제공항으로 주로 러시아 국내선 노선 위주로 활발한 편이다.

## 역사
1945년에 아들레르 공항(러시아어: Аэропорт Адлер)으로 개항했다. 리스노프 Li-2와 일류신 Il-12 기종 수용이 가능했다. 1956년에 청사 건설 이후에 활주로를 비롯해 현대화를 시행하면서 시설을 확대했다. 1980년에 현재의 명칭으로 개명했다. 1986년에 일류신 Il-86 기종을 수용하기 위해 활주로를 정비했다. 1991년에 공항 터미널을 확장했다. 2006년에 사업가에 의해 공항을 매각했다. 2007년에 이용객이 153만명을 수용했다. 2014년 동계 올림픽으로 관광 인프라가 정비가 되었기 때문에 공항 수요가 확대되었다.

## 운항 노선

### 국제선
| 항공사              | 목적지                               |
| ------------------- | ------------------------------------ |
| 도나비아 항공       | 두샨베, 이스탄불(아타튀르크), 예레반 |
| 에어 아르메니아     | 예레반                               |
| 에어 몰도바         | 키시너우                             |
| 에어 세르비아       | 계절편: 베오그라드                   |
| 벨라비아 항공       | 민스크                               |
| 보라제트            | 앙카라, 트라브존                     |
| 페가수스 항공       | 이스탄불(사비하 괵첸)                |
| 소몬항공            | 후잔트                               |
| 타지크 에어         | 두샨베                               |
| 터키항공            | 이스탄불(아르나부코이)               |
| 오렌 에어           | 계절편: 알마티                       |
| 우크라이나 국제항공 | 키이우(보리스필)                     |
| 우랄 항공           | 밀라노(말펜사), 후잔트               |
| 우즈베키스탄 항공   | 탸슈켄트                             |
| VIM 항공            | 두산베, 후잔트                       |
| 야쿠티아 항공       | 밀라노(말펜사), 프라하               |
| 마한 항공           | 테헤란(이맘 호메이니)                |

### 국내선
| 항공사               | 목적지 |
| -------------------- | --- |
| 아에로플로트         | 모스크바(셰레메티예보) |
| 도나비아 항공        | 노보시비르스크, 옴스크, 상트페테르부르크, 예카테린부르크 계절편: 볼고그라드                                                  |
| 로시야 항공          | 상트페테르부르크 |
| AK바 아에로          | 카잔 |
| 가르프롬아비아       | 모스크바(브누코보) |
| 이즈아비아           | 쿠르간 계절편: 이제프스크, 펜자                                                                                              |
| 이르아에로           | 옴스크 |
| 노다비아 항공        | 계절편: 아르항겔스크, 무르만스크, 식티프카르                                                                                 |
| 노드윈드 항공        | 모스크바(도모데도보), 노릴스크 계절편: 크라스노야르스크                                                                      |
| 오렌 에어            | 계절편: 바르나울, 첼랴빈스크, 카잔, 케메로보, 노보쿠즈네츠크, 노보시비르스크, 옴스크, 오렌부르크, 페름, 사마라, 톰스크, 우파 |
| 포베다 항공          | 모스크바(브누코보) |
| 레드윙스 항공        | 모스크바(도모데도보), 모스크바(브누코보)                                                                                     |
| 러스라인             | 모스크바(도모데도보) |
| S7 항공              | 모스크바(도모데도보) 계절편: 노보시비르스크                                                                                  |
| SCAT 항공            | 악터우 |
| 사라비아 항공        | 계절편: 사라토프 |
| 실버스틸 에어 컴파니 | 계절편: 체레포베츠 |
| 트랜스아에로 항공    | 모스크바(도모데도보), 모스크바(브누코보) 계절편: 하바롭스크                                                                  |
| 우랄 항공            | 모스크바(브누코보), 미네랄보디, 예카테린부르크 계절편: 사마라                                                                |
| 유테이르 항공        | 모스크바(브누코보) |
| VIM 항공             | 모스크바(도모데도보) |
| 야쿠티아 항공        | 모스크바(브누코보), 크라스노다르, 야쿠츠크                                                                                   |
| 야말 항공            | 계절편: 튜멘, 우파 |